# André Dussollier
André Dussollier (Annecy, Haute-Savoie megye, 1946. február 17. – ) háromszoros César-díjas és Molière-díjas francia színművész. Sokoldalú színművész, szinte minden műfajban sikeres fő- és mellékszerepeket játszott el. Öt évtizedet átfogó, kiemelkedő színpadi és filmszínészi munkásságáért több életműdíjat is kapott.

## Élete

### Származása
Annecyben született. Szülei, François Dussolier (1915–2010) és Marie-Louise (1916–2001) adóbehajtók voltak. Gyermekkorát részben Cruseilles városában, Annecy és Genf között), másrészt a burgundiai Étrigny községben töltötte, követve szülei munkahelyeinek változásait. A fiú színjátszáshoz való érzéke hamar megmutatkozott: már tízesztendősen színpadon állt egy iskolai színköri előadáson, ahol Henri Bosco népszerű ifjúsági darabját, a L’Enfant et la Rivière-t játszották.

### Színészi pályája
Érettségi után apja ösztönözte, hogy menjen egyetemre. A Grenoble-i Egyetemen diplomázott kortárs irodalmi és nyelvészeti szakon. Tanulmányai során rendszeresen játszott az egyetem színházában. Végzés után Párizsba ment, itt Jean Périmonytól vett előkészítő órákat, és sikerrel felvételizett Conservatoire national supérieur d’art dramatique színművészeti akadémiára
Francis Perrin színinövendékeként nyerte első előadói díját. 1972-ben kitüntetéssel végzett.
A magas presztízsű párizsi Comédie-Française-ben kezdte színészi pályáját, ahol egyetlen évad után társulati taggá (pensionnaire) fogadták és tartós szerződést ajánlottak neki. Nem kezdett azonnal a Comédie-Française-ben, mert végzése évében megkapta első komoly filmes megbízását François Truffaut rendezőtől, aki Dussolier játékát előzőleg Georg Büchner Leonce és Lena című színművének egy előadásában látta. Egy olyan szép lány, mint én című fekete komédiájában Truffaut neki adta az egyik hangsúlyos férfi szerepet, itt a fiatal színész Bernadette Lafont és Claude Brasseur mellett játszott.
1973-ban Claude Lelouch rendező Egy egész élet c. romantikus filmdrámájában Marthe Kellerrel alkotta a főszereplő párost. A nők fejét könnyedén elcsavaró, magas, sármos szoknyavadász férfi zsánerét később még sok Újhullámos filmben alakította, humorral és spontán könnyedséggel, így Jacques Rivette Földi szerelem c. filmjében (1985); Éric Rohmer rendező Perceval lovagjában (1978) és Jó házasságában (1982); és Claude Chabrol Alice utolsó szökésében (1977).
1982-ben dolgozott először Alain Resnais rendezővel Az élet kész regény című zenés filmjében, nemzetközi sztárcsapat tagjaként, majd 1984-ben, a Halálos szerelem című filmdrámában, Fanny Ardant-nal és Sabine Azémával. A következő években Resnais és Dussolier további filmsikereket hoztak össze. 1985-ben nagy közönségsikert aratott Coline Serreau rendező Három férfi, egy mózeskosár című filmvígjátékában.
1987-ben Alain Resnais romantikus melodrámájában, a Melodrámában szerepelt, ezért először jelölték César-díjra. 1993-ban el is nyerte a legjobb mellékszereplőnek járó César-díjat Claude Sautet rendező Dermedt szív című zenés, romantikus filmdrámájában, majd 1998-ban ismét César-díjat nyert, ezúttal a legjobb színész kategóriában, Alain Resnais Megint a régi nóta című vidám filmmusicaljében. 2001-ben ismét elnyerte a legjobb mellékszereplőnek járó César-díjat, ezúttal François Dupeyron rendező komor első világháborús, komor filmdrámájában, a Tiszti szobában. 2000 és 2007 között még négyszer (összesen ötször) jelölték további César-díjakra. Színpadi színművészi teljesítményéért négyszer jelölték a francia színházművészet tekintélyes „Prix Plaisir du Théatre“ díjára.
2001–2003 között alkotója és előadója volt a Monstres sacrés, sacrés monstres (kb.: „Szent szörnyek, szörnyű áldozatok”) című egyszemélyes irodalmi sorozatnak, ahol Charles Baudelaire, Sacha Guitry, Victor Hugo, Molière és Jacques Prévert műveiből adott elő. E teljesítményéért 2002-ben és 2003-ban is jelölték a legjobb színpadi színésznek járó Molière-díjra, a francia irodalmi és színházi élet kitüntető elismerésére. 2015-ben a a Novecento : Pianiste produkcióban nyújtott teljesítménye alapján el is nyerte Molière-díjat. Öt évtizeden átívelő színművészi munkássága nyomán két életműdíjat is kapott, 2002-ben a Plaisir du théâtre életműdíjat, majd 2017-ben a francia Színházrendezői Szövetség (Association de la Régie théâtrale) Brigadier-életműdíját. A 2020-as években ő a francia színházi miliő egyik legismertebb, legelismertebb személyisége. A 2024-es Párizsi pillanatok című filozofikus melodrámában egy valódi önmagához hasonló idős, népszerű tévékommentátort alakítot, aki egy orvosi diagnózist kézhez kapva számot vet élete végességének tényével.

### Magánélete
Az 1970-es években Isabelle Adjanival élt két éven át. Jelenleg házasember, felesége Francesca Avossa, két gyermekük született, Léo Dussollier (*1988) és Giulia Dussollier (*1993), mindketten színművésznek álltak.

## Főbb filmszerepei
- 2024: Zorro; tévésorozat; Don Alejandro
- 2024: Párizsi pillanatok (Paradis Paris); Édouard Emmard
- 2024: Balhé a Riviérán (N’avoue jamais); François Marsault
- 2023: Bűnös vagyok (Mon crime); Monsieur Bonnard
- 2010–2022: Le grand restaurant; tévésorozat; Antoine
- 2022: Spirál (Le torrent); Patrick
- 2022: Tisztítótűz (En plein feu); Joseph Théodas
- 2022: Le Tigre et le président; Georges Clemenceau
- 2022: Juliette dans son bain; tévéfilm; Ronald
- 2021: Attention au départ!; Antoine
- 2021: Minden rendben ment (Tout s’est bien passé); André Bernheim
- 2021: Feketedoboz (Boîte noire); Philippe Rénier
- 2020: Cellule de crise; tévésorozat; Guillaume Kessel
- 2019: Tanguy, le retour; Paul Guetz
- 2019: Fourmi; Claude
- 2018: Ördögfiókák (Mauvaises herbes); Victor
- 2017: Chez nous (This is Our Land); Philippe Berthier
- 2016: Totál gáz (À fond); Ben
- 2016: Háziúr kiadó (Adopte un veuf); Hubert Jacquin
- 2015: Vingt et une nuits avec Pattie; Jean
- 2015: Belles familles; Pierre Cotteret polgármester
- 2015: Le grand jeu; Joseph Paskin
- 2015: Des Apaches; Jean
- 2015: A kis herceg (Le petit prince); animációs film; pilóta (hangja)
- 2015: Fiatal éveim (Trois souvenirs de ma jeunesse); Claverie
- 2014: Des lendemains qui chantent; Raymond Kandel
- 2014: Az utolsó éjszaka Párizsban (Diplomatie); Raoul Nordling
- 2014: A szépség és a szörnyeteg (La belle et la bête); kereskedő
- 2014: Szeretni, inni és énekelni (Aimer, boire et chanter); Simeon
- 2013: Les reines du ring; Richard
- 2012: Bűnvadász házaspár (Associés contre le crime: L’oeuf d’Ambroise); Bélisaire Beresford
- 2011: Legkedvesebb rémálmom (Mon pire cauchemar); François Dambreville
- 2011: Impardonnables; Francis
- 2011: La bonté des femmes; tévéfilm; Paul
- 2010: Egy átlagos kivégzés (Une exécution ordinaire); Joszif Sztálin
- 2009: Ellenséges államok – Gyilkosság a legfelsőbb szinteken (Une affaire d’état); Victor Bornand
- 2009: Micmacs - (N)agyban megy a kavarás (Micmacs à tire-larigot); Nicolas Thibault de Fenouillet
- 2009: Les herbes folles; Georges Palet
- 2008: Le crime est notre affaire; Bélisaire Beresford ezredes
- 2008: Leur morale… et la nôtre; André
- 2008: Mèche Blanche, les aventures du petit castor; mesélő (hangja)
- 2008: Nyomozás zavaros vizeken (Cortex); Charles Boyer
- 2008: Családi ügy (Affaire de famille); Jean Guignebont
- 2007: Az igazság, vagy majdnem (La vérité ou presque); Vincent
- 2007: Az élet napos oldala (Ma place au soleil); Pierre
- 2007: Pacsirtavár (La masseria delle allodole); Arkan ezredes
- 2006: Senkinek egy szót se! (Ne le dis à personne); Jacques Laurentin
- 2006: Szívek (Coeurs); Thierry
- 2006: A nagy űrlutri (Un ticket pour l’espace); Werburger
- 1997–2005: Vérité oblige; tévésorozat; Pierre Chevalier
- 2005: Lemming; Richard Pollock
- 2005: Titkok háza (Mon petit doigt m’a dit…); Bélisaire Beresford ezredes (Agatha Christie: Balhüvelykem bizsereg c. regényéből)
- 2004: 36 – Harminchat (36 Quai des Orfèvres); Robert Mancini
- 2004: Hosszú jegyesség (Un long dimanche de fiançailles); Pierre-Marie Rouvières
- 2004: Kémek között (Agents secrets); Grasset ezredes
- 2004: Suzie Berton; tévéfilm; Ferrand rendőrfelügyelő
- 2003: Pofa be! (Tais-toi!); börtönpszichiáter
- 2003: Bohóctörténet (Effroyables jardins); André Designy
- 2003: La légende de Parva; animációs film; narrátor (hangja)
- 2003: Három apának mennyi a fele? (18 ans après); Jacques
- 2001: Tanguy – Nyakunkon a kisfiunk (Tanguy); Paul Guetz
- 2001: Vidocq; Lautrennes
- 2001: Tiszti szoba (La chambre des officiers); sebészorvos
- 2001: Amélie csodálatos élete (Le fabuleux destin d’Amélie Poulain); narrátor hangja
- 2001: Bűntény a paradicsomban (Un crime au paradis); Jacquard mester
- 2000: La dette; tévéfilm; prefektus
- 2000: Aïe; Robert
- 2000: Színészek (Les acteurs); André Dussollier (önmaga)
- 2000: Bűnjel (Scènes de crimes); Gomez
- 1999: A lápvidék gyermekei (Les enfants du marais); Amédée
- 1998: Életrabló (Voleur de vie); Jakob
- 1997: Megint a régi nóta (On connaît la chanson); Simon
- 1997: Un air si pur…; Dr. Boyer
- 1997: Quadrille; Philippe de Morannes
- 1995: Belle Époque; tévé-minisorozat; Lucien Lachenay
- 1995: Egy szegény fiú esete (Romanzo di un giovane povero); Moscati államügyész
- 1992–1995: Chien et chat; tévésorozat; Serge Thibaud
- 1994: Le colonel Chabert; Ferraud gróf
- 1994: Chien et chat II; tévéfilm; a Macska
- 1994: Montparnasse-Pondichéry; Bertin
- 1994: Aux petits bonheurs; Pierre
- 1993: Les marmottes; Simon
- 1993: Fehér király, vörös dáma (Belij korolj, krasznaja koroljova); Alekszej Gorjunov
- 1993: La petite apocalypse; Jacques
- 1992: Dermedt szív (Un coeur en hiver); Maxime
- 1992: Border Line; Alexandre Arnaud
- 1991: Sushi Sushi; Maurice Hartmann
- 1991: A csapda ( Le piège); tévéfilm; Joseph Bridet
- 1990: A furcsa nő (La femme fardée); Julien Peyrat
- 1988: Barátom, az áruló (Mon ami le traître); Adrien Rove
- 1988: De sable et de sang; Emilio
- 1988: Fréquence meurtre; Frank Quester
- 1986: Melodráma (Mélo); Marcel Blanc
- 1986: Yiddish Connection; szeminarista
- 1986: Music Hall; tévéfilm; Guérin
- 1985: Három férfi, egy mózeskosár (3 hommes et un couffin); Jacques
- 1985: A gyermekek (Les enfants); iskolaigazgató
- 1984: Vagyok, aki vagyok (Just the Way You Are); François Rossignol
- 1984: Földi szerelem (L’amour par terre); Paul
- 1984: Halálos szerelem (L’amour à mort); Jérôme Martignac
- 1984: Stress; Michel
- 1984: De grens; Marcel Boas
- 1983: Elle voulait faire du cinéma; Léon Gaumont
- 1983: Liberty belle; Vidal
- 1983: Az élet kész regény (La vie est un roman); Raoul Vandamme
- 1982: Jó házasság (Le beau mariage); Edmond
- 1981: Les filles de Grenoble; Le Pérec bíró
- 1981: Ideiglenes paradicsom; Jacques - - - - - Kovács András (filmrendező)
- 1980: Éjszaka külsőben (Extérieur, nuit); Bony
- 1980: Le barbier de Séville; tévéfilm; Almaviva gróf
- 1979: La triple muerte del tercer personaje; Marcel
- 1978: Perceval lovag (Perceval le Gallois); Gawain lovag
- 1978: Un ours pas comme les autres; tévéminisorozat; Gaspard Lequesne
- 1977: Ben et Bénédict; Bernard Chevalier
- 1977: Le couple témoin; sci-fi; Jean-Michel
- 1977: Alice utolsó szökése (Alice ou la dernière fugue); benzinkutas
- 1976: Marie-poupée; Claude
- 1975: Santiago fölött esik az eső (Il pleut sur Santiago); Hugo
- 1975: Un divorce heureux; François
- 1974: Madame Bovary; tévéfilm; Léon Dupuis
- 1974: Egy egész élet (Toute une vie); Simon
- 1973: Molière : Les fourberies de Scapin; tévéfilm; Octave
- 1973: Le plaisir de rompre; tévéfilm; Maurice
- 1972: Egy olyan szép lány, mint én (Une belle fille comme moi); Stanislas Prévine
- 1971: Maigret felügyelő nyomoz (Les enquêtes du commissaire Maigret), tévésorozat; újságíró

## Elismerései, díjai

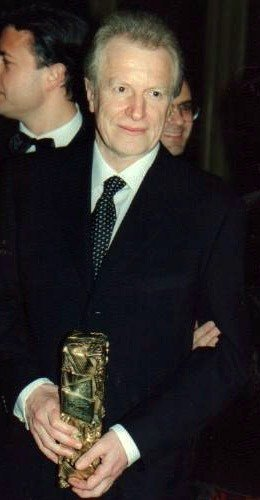
Második César díjának átvételén (1998)

### César-díj
- 1993: César-díj a legjobb mellékszereplő színésznek, a Dermedt szív-ért
- 1998: César-díj a legjobb színésznek a Megint a régi nótá-ért
- César 2002: César-díj a legjobb mellékszereplő színésznek pour Tiszti szobá-ért

### Molière-díj
- 2015: színpadi színésznek járó Molière-díj a Novecento : Pianiste-ért

### Egyéb elismerései
- 1986: a Francia Televízió 7 d’or / Sept d’or díja a legjobb színésznek, a Music Hall-ért
- 1993: a Francia Köztársaság Nemzeti Érdemrendje, lovagi fokozat (chevalier de l’Ordre national du Mérite)
- 1996: a Francia Köztársaság Becsületrendje, lovagi fokozat (chevalier de la Légion d'honneur) (1996. április 3-i dekrétum sz.)
- 2000: a Francia Köztársaság Nemzeti Érdemrendje, tiszti fokozat (officier de l’Ordre national du Mérite) (2000. május 15-i dekrétum sz.)
- 2002: Plaisir du théâtre életműdíj
- 2003: a francia Sportakadémia (Académie des sports) Henri Desgrange-díja
- 2017: a francia Színházrendezői Szövetség (Association de la Régie théâtrale) Brigadier-életműdíja

### Jelölései
- 1987, 2002: jelölés a legjobb színésznek járó César-díjra (Melodráma; Tanguy – Nyakunkon a kisfiunk)
- 2000, 2005, 2007: jelölés a legjobb mellékszereplő színésznek járó César-díjra (A lápvidék gyermekei; 36 – Harminchat; Senkinek egy szót se!)
- 1996, 2002, 2003, 2011: jelölés a legjobb színpadi színésznek járó Molière-díjra (Scènes de la vie conjugale; Monstres sacrés, sacrés monstres; Diplomatie)
- 2009, 2016: jelölés a nemzetközi sajtó Lumières-díjára (Nyomozás zavaros vizeken; Vingt et une nuits avec Pattie)

## További információ
- André Dussollier a PORT.hu-n (magyarul)
- André Dussollier az Internetes Szinkronadatbázisban (magyarul)
- André Dussollier az Internet Movie Database-ben (angolul)
- André Dussollier a Rotten Tomatoeson (angolul)
- André Dussollier az AlloCiné weboldalán (franciául)
- André Dussollier Profile (angol nyelven). famousfix.com
- André Dussollier (német nyelven). Filmdienst.de
- André Dussollier (német nyelven). Filmportal.de
- Dussollier André (magyar nyelven). MAFAB.hu
- André Dussollier (angol nyelven). MUBI.com